# Anisodus
Anisodus är ett släkte av tvåhjärtbladiga blomväxter som ingår i familjen potatisväxter.
Arter inom släktet enligt Catalogue of Life:
- Anisodus acutangulus
- Anisodus carniolicoides
- Anisodus luridus
- Anisodus tanguticus

## Bildgalleri

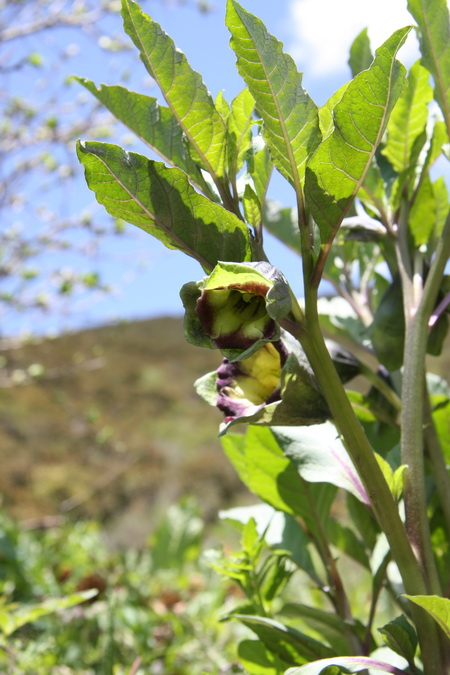
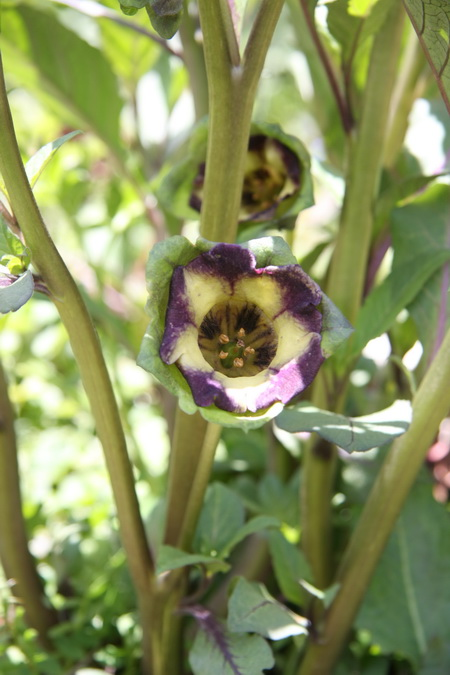
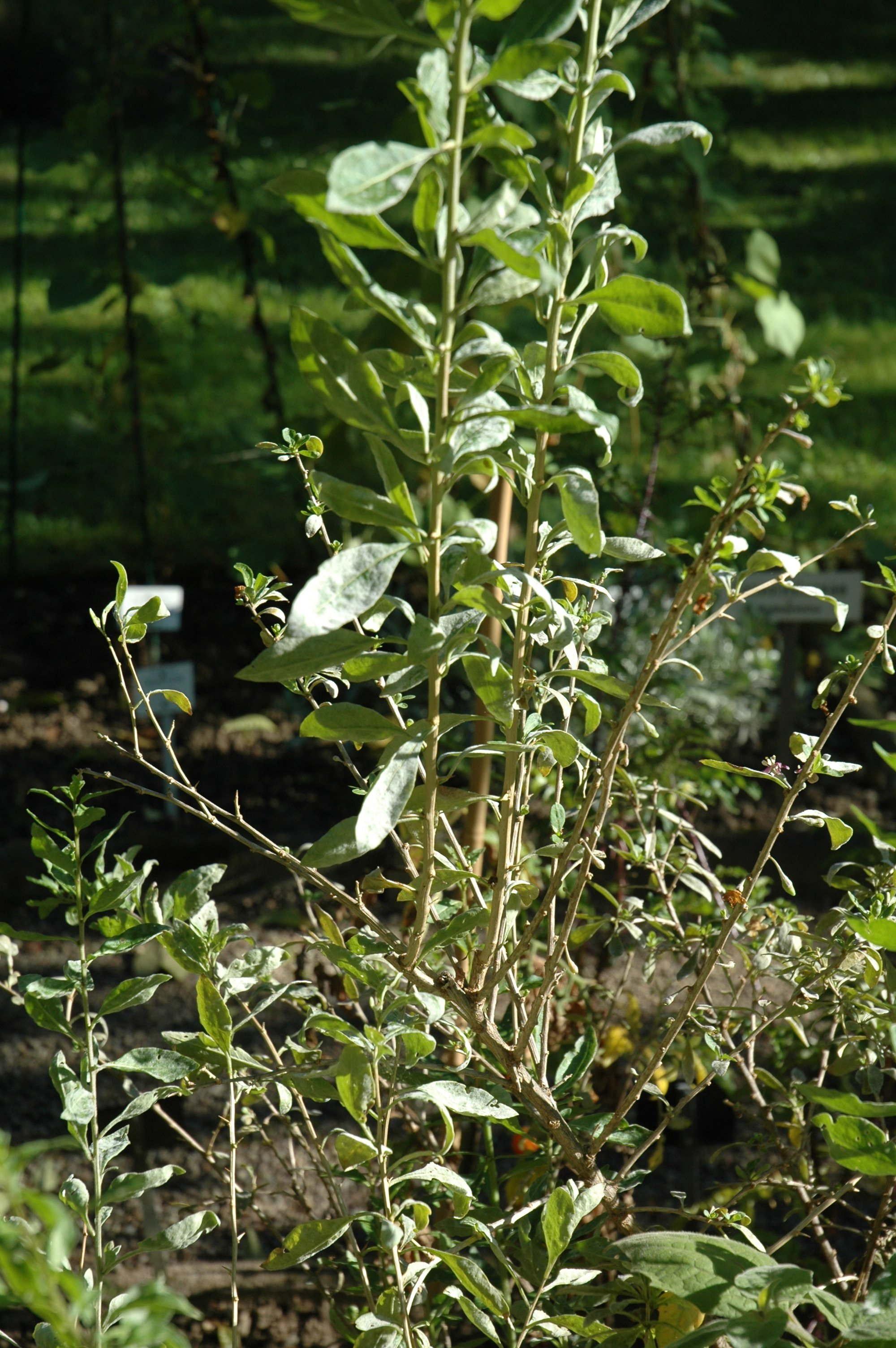